# آخکند (سقز)
آخکند (سقز)، روستایی از توابع بخش مرکزی شهرستان سقز در استان کردستان ایران است.
قلعه تاریخی آخکند در این روستا قرار دارد و مربوط به هزاره سوم پیش از میلاد است و در فهرست آثار ملی ایران ثبت شده‌است
همچنین در اواخر سال ۱۳۹۹ یک سفال مربوط به هزار اول قبل از میلاد در روستای آخکند کشف شد که نشان از تاریخی بودن روستا دارد
ریشه نام
نام آخکند در اصل آقکند بوده‌است و از دو کلمهٔ آق به معنای سفید و کند به معنای روستا ساخته شده و معنای روستای سفید می‌دهد.
تاریخ و جغرافیا
کرد وب|نویسنده حسامی|کد زبان=fa|نشانی=|عنوان=نیازمند منبع}}</ref> اما به گفته مردم روستا و شواهد عینی در حال حاضر در قدیم الایام یک شهربوده است و تحت فرمان فرمانروایانی بوده‌است که طی یک کتیبه سنگی و نوشته داخل آن به گفته مردمان قدیم این روستا در آن کتیبه نوشته شده که نام قدیمی این روستا ده سپید به دلیل وجود خاک‌های سپید نامگذاری شده‌است اما بعدها نام ترکی آن که به همان معنی است آق کند را به خود گرفته‌است (نوشته شده توسط سیروان حسامی خردادماه ۱۳۹۲) وضعیت جغرافیایی محدوده جغراقیایی این روستا که از شمال به روستای سرا و احمدآباد و از جنوب به روستای ملقرنی و از مشرق به روستای قهرآباد و سید آّباد و از طرف مغرب نیز به روستای یازیبلاغی و از جنوب غربی نیز به روستای مرخر متصل می‌باشد این روستا با توجه به مسافت جاده ای ۱۷ کیلومتر تا سقز دور می‌باشد اما به لحاظ جغرافیایی حدود ۶ تا ۷ کیلومتر متثل به سقز می‌باشد که در قسمت شمال غربی شهرستان سقز واقع می‌باشد. (نوشته شده توسط سیروان حسامی خردادماه ۱۳۹۲) کوه‌ها: کوه خیلتپه = نزدیک به روستا که در جلو روستا (قسمت شمالی روستای آخکند) حدود یک کلیومتر تا روستا فاصله دارد این کوه در قدیم الایام زیارت گاه مردم روستا بوده که گویا شیخی به نام پیربه شیر در این مکان دفن شده‌است و مردم روستا به زیارت آن که در بالای کوه قرار داشت می‌رفتند شاخه گه وره (قه لای کچان) که در بین روستاهای آخکند و چکشه و ملقرنی قرار دارد که قسمت شمالی و شمال شرقی کوه از خاک‌ها و توابع روستای آخکند می‌باشد و به علت بلندی آن را شاخه گه وره نام گذاری کرده‌اند کیوه بردائیله که در قسمت جنوبی روستا قرارد دارد به علت وجود زیاد سنگ‌های (برد = به لهجه کردی) آن را کیوه بردائیله (کوه سنگی) نامیده‌اند.
دین
دین اکثریت مردم آخکند اسلام است. بیشتر ساکنین روستا سنی و پیرو فقه شافعی هستند.
فرهنگ و آداب و رسوم
جشن نوروز در این روستا هر ساله پر شکوه برگزار می‌شود. بوکه باران، از آداب و رسوم باران‌خواهی در کردستان است که در ایام خشکسالی یا سال‌هایی که میزان بارندگی آن کم است برگزار می‌شود. بوک به معنی عروسک است. دختران نوجوان روستا با استفاده از دو تکه چوب عروسکی ساخته و لباسی از پارچه‌های رنگی بر تن آن عروسک می‌پوشانند و برای آن سربندی درست می‌کنند. سپس آن عروسک را در دست می‌گیرند و در حالی که شعر می‌خوانند در کوچه‌ها می‌گردند. هنگام عبور «بوکه باران» از کوچه‌ها اهالی بر آن عروسک آب می‌پاشند به نیت این که باران و گندم در آن سال فراوان باشد. اهالی هدایایی مانند تخم مرغ، پول یا گردو به دختران می‌دهند. دختران پس از گذراندن بوک (عروسک) از همه کوچه‌ها آن را به قبرستان یا زیارتگاه موجود در روستا می‌برند، سپس آن را می‌سوزانند یا به آب می‌اندازند و هدایای جمع‌آوری شده را بین خود تقسیم می‌کنند.
همچنین جشن‌های مذهبی مانند عید فطر و عید قربان و سالروز تولد پیامبر(مولودی) در روستا بسیار مهم و مورد احترام و برگزار می‌شود.
نویسنده و تحقیق کننده؛ محمد خدائی

## جمعیت
این روستا در دهستان سرا قرار دارد و براساس سرشماری مرکز آمار ایران در سال ۱۳۸۵، جمعیت آن ۵۷۲ نفر (۱۱۲ خانوار) بوده‌است.